# غريتفيكن
غريتفيكن أكبر محطة لصيد الحيتان في جزيرة جورجيا الجنوبية، وهي جزء من أقاليم ما وراء البحار البريطانية في جورجيا الجنوبية وجزر ساندويتش الجنوبية في جنوب المحيط الأطلسي. تعد المستوطنة ، التي تقع على رأس الملك إدوارد كوف داخل خليج كمبرلاند الشرقي الأكبر، أفضل ميناء في جزيرة جورجيا الجنوبية. تأسست في 16 نوفمبر 1904 من قبل كارل أنطون لارسن من ساندفيورد في النرويج .